# Brenztraubensäureethylester
Brenztraubensäureethylester ist eine chemische Verbindung aus der Gruppe der Pyruvate. Der α-Ketoester wirkt zytoprotektiv und als Inhibitor der CO2-Sensoren der Gelbfiebermücke.

## Gewinnung und Darstellung
Brenztraubensäureethylester kann durch Oxidation von Milchsäureethylester mit Pyridiniumchlorochromat gewonnen werden.